# 国林耀
国林耀（1972年3月10日—），或名国林跃，中国男子体操运动员。他在1992年巴塞罗那奥林匹克运动会中，参加了男子体操团体比赛并获得银牌。他也参加了1990年亚洲运动会和1994年亚洲运动会，其中在1990年亚洲运动会期间获得3枚金牌和1枚银牌。